# 岭南街道 (鹤岗市)
岭南街道是中国黑龙江省鹤岗市兴山区下辖的一个街道。